# Kristi Qose
Kristi Qose (ur. 10 czerwca 1995 w Salonikach) – albański piłkarz grający na pozycji środkowego obrońcy lub defensywnego pomocnika. Od 2017 jest zawodnikiem klubu MFK Ružomberok.

## Kariera klubowa
Swoją karierę piłkarską Qose rozpoczął w klubie Iraklis Saloniki. W 2012 roku podjął treningi w PAOK FC, a w 2013 roku awansował do kadry pierwszego zespołu. W nim zadebiutował 13 kwietnia 2014 w przegranym 2:3 wyjazdowym meczu z Lewadiakosem. Był to jego jedyny mecz ligowy w sezonie 2013/2014, w którym to PAOK wywalczył wicemistrzostwo Grecji. Z PAOK-u wypożyczano go do Apollonu Kalamaria i Panserraikosu. W 2016 został wypożyczony do słowackiego klubu MFK Zemplín Michalovce. W 2017 przeszedł do MFK Ružomberok.
| Sezon   | Klub               | Kraj     | Rozgrywki          | Mecze | Bramki |
| ------- | ------------------ | -------- | ------------------ | ----- | ------ |
| 2013/14 | PAOK FC            | Grecja   | Superleague Ellada | 1     | 0      |
| 2014/15 | PAOK FC            | Grecja   | Superleague Ellada | 0     | 0      |
| 2014/15 | Apollon Kalamaria  | Grecja   | Football League    | 0     | 0      |
| 2015/16 | Panserraikos       | Grecja   | Football League    | 10    | 0      |
| 2016/17 | Zemplín Michalovce | Słowacja | I liga             | 25    | 0      |
| 2017/18 | MFK Ružomberok     | Słowacja | I liga             | 33    | 2      |

## Kariera reprezentacyjna
W reprezentacji Albanii Qose zadebiutował 8 czerwca 2014 w wygranym 3:0 towarzyskim meczu z San Marino, rozegranym w Serravalle.